# Stufa elettrica

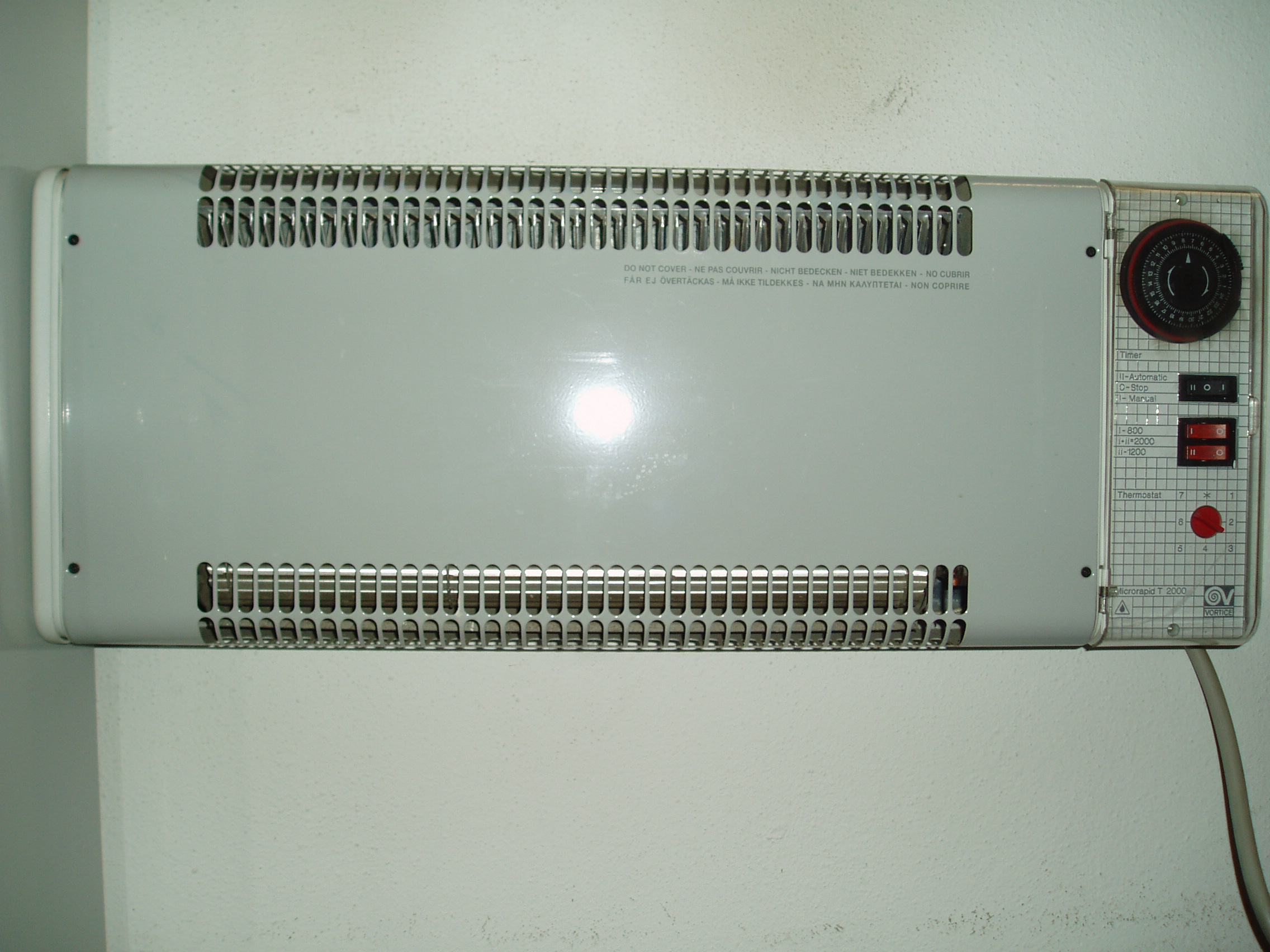
Esempio di stufa elettrica da parete con timer

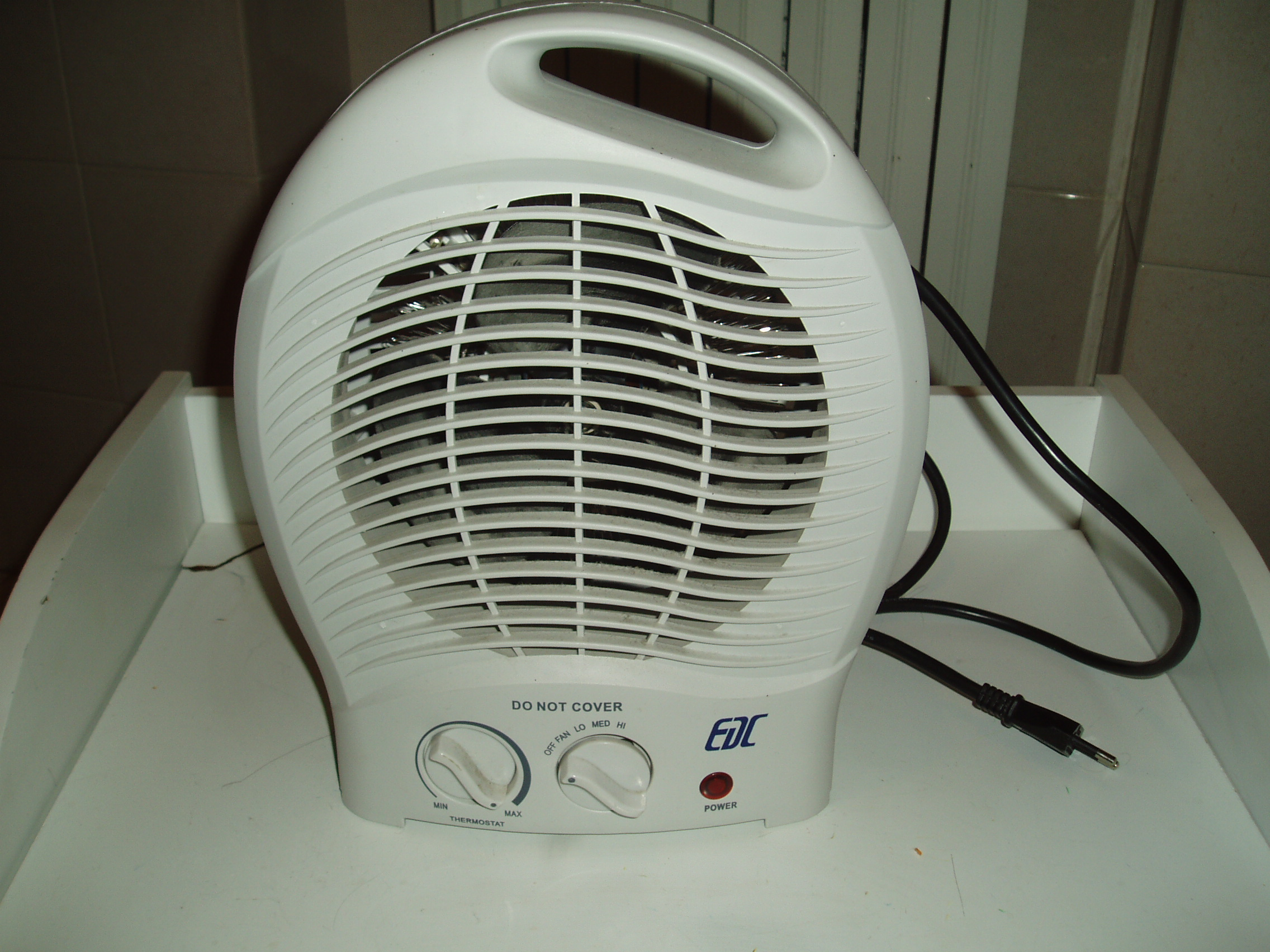
Esempio di stufa a resistenza

La stufa elettrica è un elettrodomestico utilizzato per riscaldare velocemente dei piccoli ambienti oppure per potenziare un impianto di riscaldamento ambientale. Una volta collegato ad una presa elettrica e azionato l'interruttore di cui è provvisto, una corrente elettrica fluisce nelle resistenze contenute al suo interno, e da esse viene generato il calore. I modelli recenti dispongono generalmente anche di una ventola che trasferisce il calore generato nell'ambiente tramite un flusso d'aria.
Il design delle stufe elettriche privilegia in genere materiali quali plastica e alluminio ed è volto a garantire leggerezza e trasportabilità. La qualità del prodotto è data anche da una buona ingegnerizzazione, orientata alla facilità d'uso ed eventuali interventi di manutenzione; esistono modelli economici il cui fusibile di rete è posizionato all'interno della stufa, pertanto, in caso di bruciatura dello stesso, la sua sostituzione comporta lo smontaggio dell'intera stufa, operazione eseguibile solo da un tecnico.
Alcuni modelli sono predisposti per essere fissati alla parete, altri dispongono di un timer per l'accensione e lo spegnimento. Nel caso in cui le resistenze siano due, ovvero sdoppiate, si ha la possibilità di avere più livelli di calore, azionandone una sola (solitamente una è più potente dell'altra, quindi le potenze ottenibili sono in totale tre) o entrambe, tramite un selettore di comando.

## Tipologie di stufa elettrica

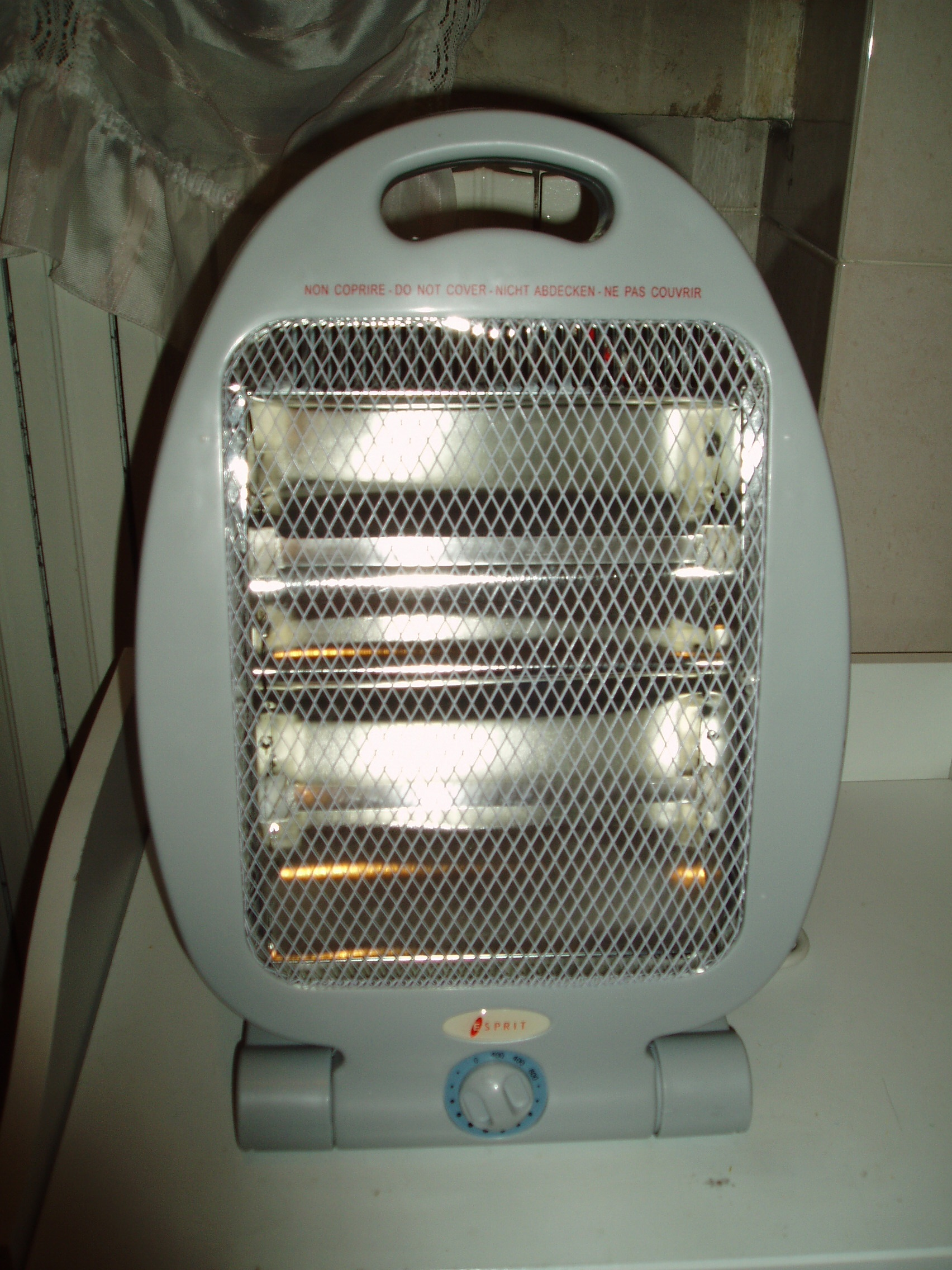
Esempio di stufa al quarzo

Vi sono varie tipologie di stufa elettrica:
- Quella tradizionale in cui il calore viene emesso da una resistenza metallica o ceramica ed eventualmente diffuso da una ventola, generalmente queste stufe arrivano a consumare anche più di 2.000 watt.
- Alogena; contiene delle lampade alogene che con il passaggio della corrente elettrica si accendono e si riscaldano emanando calore.
- Quarzo; simile a quella alogena, la differenza è che ha due o più lampade al quarzo che generalmente arrivano a consumare in totale 800 watt.[1]
- A parabola; utilizza lo stesso principio di funzionamento di quella alogena. Viene chiamata così per via della forma.
- Con tecnologia ad infrarossi: sono dotate di un elemento che emette radiazione infrarossa e producono calore per irraggiamento, sfruttando quindi un principio di funzionamento che replica quanto avviene in natura con i raggi del Sole. In questo modo viene riscaldato direttamente solo il corpo solido che si trova immediatamente davanti alla stufa, mentre l'aria circostante rimane fredda, ottenendo di conseguenza un buon risparmio energetico.[1]

## Rischi

### Precauzioni
Evitare sempre il contatto con l'acqua in quanto è molto pericoloso ed è spesso la causa di incidenti domestici, a volte anche mortali a causa di folgorazione.